# Неллі Фуртадо
Не́ллі Кім Фурта́до (англ. Nelly Kim Furtado; нар. 2 грудня 1978, Вікторія, Канада) — канадська співачка, авторка пісень, музична продюсерка й акторка португальського походження.

## Біографія

### Ранні роки
Неллі Фуртадо народилась 2 грудня 1978 року в місті Вікторія (провінція Британська Колумбія, Канада). Її батьки емігрували до Канади з Азорських островів (Португалія): батько був каменярем, а мати працювала покоївкою в готелі. Школяркою під час канікул Неллі підробляла в тому ж готелі.
Батьки Фуртадо завжди підтримували прагнення доньки стати співачкою, музичні зацікавлення якої проявлялися ще змалку: у 4 роки дівчинка вперше заспівала на публіці — патріотичну пісню на святкуванні Дня Португалії в Канаді під акомпанемент матері, що багато років поспіль співала у церковному хорі. У 9 років Неллі почала грати на укулеле, а в 12 років написала свою першу пісню.

### Музична кар'єра
У 1994 році Неллі Фуртадо здійснила поїздку на батькіщину батьків — до Португалії, яка значно вплинула на 16-річну майбутню співачку.
Коли Фуртадо виповнилось 17 років, вона, попри спротив батьків, вирушає до Торонто, де працює у компанії зі встановлення охоронних сигналізацій, але марить музичною кар'єрою. Навіть робить на цьому поприщі перші кроки — створює свій перший трип-хоп-гурт (дует) під назвою «Nelstar». Колектив, усі пісні для якого писала Фуртадо, навіть записувався у студії і встиг відзняти музичний кліп.
Згодом співачка у напрямку своєї музичної кар'єри зробила вибір на музичному еклектизмі, що якнайкраще відображає сутність самої Фуртадо — вона справжня космополітка (у доброму значенні слова, тобто всебічно розвинута людина з широким колом інтересів і знань), співає трьома мовами — англійською, португальською і гінді.
У 1997 році 18-річна Неллі Фуртадо подала заявку на участь у конкурсі вокалісток, що відбувався в Торонто. І хоча журі того конкурсу нічим не відзначило її, саме там вона познайомилась з менеджером популярного канадського музпроєкту Philosopher Kings. Двоє його учасників, Брайан Вест (англ. Brian West) і Джеральд Ітон (англ. Gerald Eaton) взялися співпрацювати з Фуртадо у звукозаписуючій студії.
Матеріал двотижневої студійної сесії проглядався представниками різних лейблів, доки один з них, а саме DreamWorks Records, нарешті у 2000 році не уклав зі співачкою контракт. Неллі прийшла в шоу-бізнес з готовою продюсерською командою (Вест і Ітон), що мала назву Track & Field.
Вже у вересні 2000 року Фуртадо готова була презентувати свій дебютний альбом Whoa Nelly! («Гей, Неллі !»). Запис об'єднав і зміксував різнорідний досвід молодої виконавиці та її музичні смаки і уподобання, в тому числі і етнічною музикою.
Успіх платівки, не в останню чергу, був визначений абсолютним хітом Like a Bird («Наче пташка»). Пісня (і альбом) активно ротувалися у хіт-парадах — пісня побувала у Тор 30 багатьох американських чартів, увійшла у «гарячу десятку» Billboard Hot 100, побувала у чартах Канади (найкраща позиція — 2-а), Британії, Португалії (сягнула вершини чарту), багатьох європейських країн, в тому числі і України. Усе це незабаром зробило Н. Фуртадо новою «зіркою» естради. Ще один сингл з 1-го альбому Turn off the Light («Вимкніть світло») закріпив успіх платівки, здобувши навіть більший комерційний успіх (1-е місце клубного чарту в США, 6-а позиція у Billboard Hot 100).

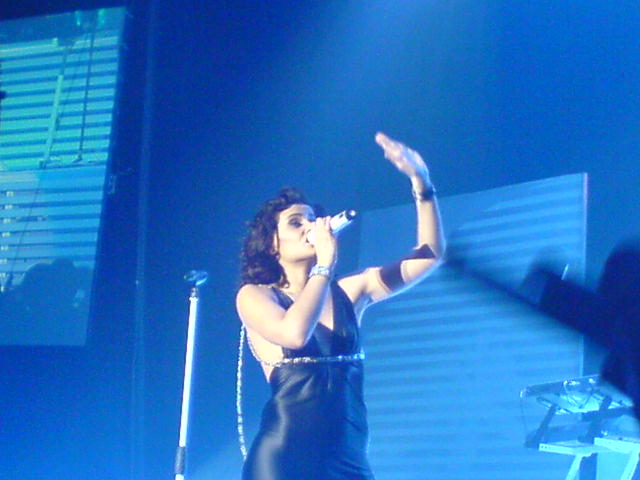
Нелі Фуртадо під час турне Get Loose Tour, Мюнхен, ФРН, 2007

У березні 2001 року Фуртадо стає головною переможницею на церемонії вручення премії Juno Awards. Молода співачка отримує 4 з 5 нагород, включно з призами у номінаціях «Найкращий автор», «Відкриття року» та «Найкраща пісня» за I'm Like A Bird. У наступному місяці Неллі здобуває дві премії Canadian Radio Music Awards (номінації «Відкриття року» та «Найкраща співачка»). Влітку вона виступає перед президентом Португалії Сампайю (Jorge Sampaio).
У 2002 році Фуртадо записується на новому альбомі гурту Jurassic 5 «Power In Numbers», здійснює масштабне гастрольне турне Burn in the Spotlight («Спалахнути у світлі прожекторів»), номінується на Гремі (Grammy) і готує до виходу свій другий альбом Folklore («Фольклор»), який побачив світ уже після народження дочки Невіс у листопаді 2003 року.
Другій платівці, навіть за допомогою туру Come as You Are Tour (Тур «Приходь такий, як є»), не вдалося повторити шаленого успіху Whoa, Nelly!, і деякий час співачка намагається розібратися з подальшим напрямком своєї кар'єри, що в тому числі призводить до зміни лейблу — у 2005 році укладено угоду про співпрацю з Mosley Music Group / Geffen Records, з якими у 2006 році випускає платівку Loose («Нестримний»).
Альбом затьмарив успіх 1-ї платівки, адже містив такі хіти, як «Promiscuous», «Maneater», «Say It Right». На його підтримку з 16 лютого 2007 року Н. Фуртадо вирушає у світове турне Get Loose Tour (Тур «Перетворитись на невгамовного»)
Виконала в дуеті з Елтоном Джоном пісню «Крокодилячий рок» для мультфільму «Гномео та Джульєта», що вийшов на екрани в 2011 році.

### Власний лейбл
Фуртадо створила власний лейбл Nelstar, в поєднанні з канадським незалежним лейблом гурту Last Gang Labels. Фуртадо випустила свій перший іспаномовний сингл Manos Al Aire під новим лейблом.

### Благодійність
До Всесвітнього дня боротьби зі СНІДом у 2006 році, Фуртадо взяла участь у благодійному концерті в Південній Африці організованим MTV, BET, і Nike; разом з Енріке Іглесіасом, Каньє Вестом, Келлі Роуленд, Snoop Dogg і Келлі Кларксон . Співачка також започаткувала програму про СНІД на MTV, яка включала гостей Алішу Кіз і Джастіна Тімберлейка.

### Особисте життя
Неллі Фуртадо виховує 4-річну дочку Невіс, батько якої — композитор і екс-ді-джей Джаспер Гехуніа. Пара провела разом чотири роки і розлучилася в 2005 році. У 2008 році за повідомленнями ЗМІ Фуртадо зустрічалася з кубинським саунд-продюсером Демасіо Кастеллона, відомим за прізвиськом «Демо». Також співачка неодноразово натякала на свою бісексуальність.
Дружні стосунки з кола музичної тусовки Неллі Фуртадо здавна підтримує з Мобі і Крісом Мартіном, фронтменом гурту Coldplay, а також з колумбійським співаком Хуанесом і Тімбелендом, з якими співпрацює, в тому числі записуючи спільні сингли.
Фуртадо вегетаріанка.

## Неллі Фуртадо і Україна
У 2000-х Неллі Фуртадо була дуже популярна в Україні. Виходили навіть зошити для школи з її зображенням.

### Київський концерт (15 липня 2008)
У 2007 році відбулися грандіозні гастролі Неллі Фуртадо Get Loose World Tour на підтримку її останнього, 3-го альбому. Співачка навіть випустила перший в своїй дискографії концертний DVD. А за рік, у середині 2008, Фуртадо вирішила нарешті відвідати з концертами Східну Європу (Польща, Росія, Україна).
29-річна Фуртадо відпрацювала перший і єдиний концерт у Києві 15 липня 2008 року. Сама співачка разом з майже всією родиною, включно з 4-річною донькою Невіс, прибула до української столиці ще за день до виступу і в переддень концерту дала розлогу пресконференцію, на якій похвалила українську кухню, пообіцявши взяти на згадку як сувеніри диски з сучасною українською музикою і національний напій горілку, розповіла про своє обізнання з українською культурою за посередництва українських емігрантів у Канаді — в дитинстві у школі співачка навіть брала участь в українських танцях, які є одними з найпопулярніших фольк-танців у Канаді, крім того, має українського приятеля — Юрка Михайлюка, учасника українського гурту Ключ (Klooch) із Торонто  і навіть зімпровізувала свою улюблену пісню рідною португальсьою мовою.
Виступ Неллі Фуртадо відбувся в Міжнародному Виставковому Центрі о 19:00 (з запізненням на годину). На розігріві був український гурт, чию назву організатори до самого початку концерта тримали в таємниці, — «Gorchitza Live Project». Виступом поп-діви насолоджувалися тисячі фанів. Шанувальникам у Києві вона заспівала як вже відомі хіти, так і нові пісні з останнього альбому. Київський концерт поставив крапку в світовому турне канадсько-португальської поп-діви, після чого співачка планувала взяти невеликий тайм-аут, відвідавши деякі країни, що зацікавили її протягом туру.

## Дискографія

### Альбоми
- «Whoa, Nelly!» (2000)
- «Folklore» (2003)
- «Loose» (2006)
- «Mi Plan» (2009)
- «The Ride» (2017)
- 7 (2024)

### Найуспішніші сингли (+ семпли)
- «I'm like a Bird» (2000)
- «Turn off the Light» (2001)
- «Promiscuous» (за участю Тімбеленда) (2006)
- «Maneater» (2006)
- «Say It Right» (2006)
- «All Good Things (Come to an End)» (2006)
- «Give It to Me» (Тімбеленд разом з Неллі Фуртадо та Джастіном Тімберлейком) (2007)